# Unione Sportiva Ponte San Pietro 1950-1951
Questa voce raccoglie le informazioni riguardanti l 'Unione Sportiva Ponte San Pietro nelle competizioni ufficiali della stagione 1950-1951.

## Rosa
| N. |                   | Ruolo | Calciatore        |
| -- | ----------------- | ----- | ----------------- |
|    | Italia (bandiera) | D     | A. Agostinelli    |
|    | Italia (bandiera) | D     | G. Bernardi       |
|    | Italia (bandiera) | P     | E. Canini         |
|    | Italia (bandiera) | C     | M. Cesani         |
|    | Italia (bandiera) | A     | A. Cugini         |
|    | Italia (bandiera) | A     | Luigi Dodi        |
|    | Italia (bandiera) | C     | Francesco Duzioni |
|    | Italia (bandiera) | C     | M. Fracassetti    |

| N. |                   | Ruolo | Calciatore     |
| -- | ----------------- | ----- | -------------- |
|    | Italia (bandiera) | A     | Clemente Gotti |
|    | Italia (bandiera) | A     | Giacomo Grisa  |
|    | Italia (bandiera) | C     | A. Mantecca    |
|    | Italia (bandiera) | A     | R. Marchesi    |
|    | Italia (bandiera) | C     | Ettore Perani  |
|    | Italia (bandiera) | C     | Mario Remonti  |
|    | Italia (bandiera) | A     | E. Surini      |